# Värmeledningsekvationen
Värmeledningsekvationen, även kallad diffusionsekvationen, är en partiell differentialekvation med ett antal tillämpningar i fysiken.
Värmeledningsekvationen kan skrivas
{\displaystyle {\frac {\partial u}{\partial t}}=k\cdot \nabla ^{2}u,}
där {\displaystyle {\frac {\partial u}{\partial t}}} betecknar förändringshastigheten hos funktionen {\displaystyle u(\mathbf {r} ,t)} med avseende på tiden, och {\displaystyle \nabla ^{2}} betecknar laplaceoperatorn. 
Värmeledningsekvationen kan användas för att beskriva värmespridning i ett kontinuum. Funktionen {\displaystyle u(\mathbf {r} ,t)} betecknar då temperaturen i mediet och {\displaystyle k} är  materialets termiska diffusivitet.

## Den endimensionella värmeledningsekvationen

### Det homogena fallet
Låt funktionen {\displaystyle u(x,t)} beteckna värmen i punkten {\displaystyle x} vid tidpunkten {\displaystyle t}. Vi kan då beskriva {\displaystyle u(x,t)} med hjälp av värmeledningsekvationen:
{\displaystyle {\frac {\partial u}{\partial t}}-k\cdot \nabla ^{2}u=0}
En enkel fysikalisk tolkning av värmeledningsekvationen är att den anger temperaturen i en oändligt tunn stav av längd {\displaystyle l} som ligger längs x-axeln. 
Låt oss även anta staven är perfekt isolerad runt om så att värmen enbart kan flöde horisontellt i staven. 
Normal praxis är att också införa begynnelse- och randvillkor. Begynnelsevillkoret ges av
{\displaystyle u(x,0)=f(x),0<x<l}
vi låter värmen i stavens ändpunkter {\displaystyle x=0} och {\displaystyle x=l} ges av funktionerna {\displaystyle h(t)} och {\displaystyle g(t)}. 
Randvillkoren brukar de vara av typen Dirichletvillkor som kan beskrivas enligt  
{\displaystyle u(0,t)=h(t),t>0}
{\displaystyle u(l,t)=g(t),t>0}
men givetvis finns det andra villkor kan införa t.ex. Neumannvillkor.

### Det inhomogena fallet
Vi studerar nu samma system som ovan men nu skulle vi vilja tillföra värme till staven. Låt funktionen {\displaystyle v(x,t)} betecknar den tillförda värmen till staven i punkten {\displaystyle x} vid tidpunkten {\displaystyle t}. Funktionen u(x,y) beskrivs då av: 
{\displaystyle {\frac {\partial u}{\partial t}}-k\cdot \nabla ^{2}u=v(x,t)}

## Den n-dimensionella värmeledningsekvationen
För den n-dimensionella värmeledningsekvationen finns det {\displaystyle n+1} oberoende variabler nämligen {\displaystyle x_{1},x_{2},\dots ,x_{n}} och tiden {\displaystyle t} och en beroende variabel {\displaystyle u=u(t,x_{1},x_{2},\dots ,x_{n})} som lyder under ekvationen
{\displaystyle {\frac {\partial u}{\partial t}}=k\sum _{i\mathop {=} 1}^{n}{\frac {\partial ^{2}u}{(\partial x_{i})^{2}}}}

## Lösningar till värmeledningsekvationen
För att hitta lösningar måste vi använda oss av variabelseparation. Vi antar att lösningen till {\displaystyle u(x,t)} är på formen {\displaystyle u(x,t)=X(x)T(t)}. 
Vi deriverar nu fram hur sambandet ser ut 
{\displaystyle u'_{t}=u''_{xx}\Leftrightarrow X(x)T'(t)=X''(x)T(t)\Leftrightarrow {\frac {X''(x)}{X(x)}}={\frac {T'(t)}{T(t)}}}.
Varken höger- eller vänsterledet är beroende av {\displaystyle x} eller {\displaystyle t} därför måste de vara lika med någon konstant {\displaystyle \lambda }:
{\displaystyle {\frac {X''(x)}{X(x)}}=\lambda }  och {\displaystyle {\frac {T'(t)}{T(t)}}=\lambda }
Som vi kan skriva om som
{\displaystyle X''(x)=\lambda X(x)} resp. {\displaystyle T'(t)=\lambda T(t)}
Vi kan nu använda envariabelanalys för att få fram lösningarna till differentialekvationerna med dirchletvillkoren {\displaystyle u(0,t)=u(l,t)=0}. Villkoren kan fysiskt ses som att man håller ändpunkterna till en stav till {\displaystyle 0}
{\displaystyle F(x)} kommer att få tre olika typer av lösningar beroende på värden av {\displaystyle \lambda }:
(1) För {\displaystyle \lambda <0} d.v.s. {\displaystyle \lambda =-\gamma ^{2}<0} ges lösningarna av
{\displaystyle X(x)=A\cosh(\gamma x)+B\sinh(\gamma x)}:
Randvillkoren ger oss då:
{\displaystyle X(0)=0\Rightarrow A=0}
{\displaystyle X(l)=0\Rightarrow B=0}
Alltså existerar inga negativa egenvärden. 
(2) För {\displaystyle \lambda =0} ges lösningarna av. 
{\displaystyle X(x)=Ax+B}
Randvillkoren ger oss då:
{\displaystyle X(0)=0\Rightarrow A=0}
{\displaystyle X(l)=0\Rightarrow B=0}
Den enda lösningen vi får är 
{\displaystyle X(x)=0} och enligt definitionen av en egenfunktion är därför {\displaystyle \lambda =0} inte ett egenvärde.
(3) För {\displaystyle \lambda >0} d.v.s. {\displaystyle \lambda =\beta ^{2}>0} ges lösningarna av:
{\displaystyle X(x)=A\cos(\beta x)+B\sin(\beta x)}
Randvillkoren ger då
{\displaystyle X(0)=0\Rightarrow A=0}
{\displaystyle X(l)=0\Rightarrow \sin(\beta l)=0\Rightarrow \beta ={\frac {n\pi }{l}}} där  {\displaystyle n} ∈ Z+
Vi har nu de positiva egenvärdena 
{\displaystyle \lambda _{n}=\left({\frac {n\pi }{l}}\right)^{2}}
med de tillhörande egenfunktionerna 
{\displaystyle X_{n}(x)=B_{n}\sin \left({\frac {n\pi }{l}}x\right)}
Vi har tagit fram att {\displaystyle \lambda _{n}=-\beta _{n}^{2}={\frac {-n^{2}\pi ^{2}}{l}}} så vad gäller lösningar till {\displaystyle {\frac {T'(t)}{T(t)}}=-\lambda }  ser vi att de ges av {\displaystyle T_{n}(t)=Ce^{-\beta _{n}^{2}t}=Ce^{-({\frac {n\pi }{l}})^{2}t}}
Med detta får vi nu till slut lösningarna
{\displaystyle u_{n}(x,t)=X_{n}(x)T_{n}(t)=B_{n}\sin \left({\frac {n\pi }{l}}x\right)e^{({\frac {n\pi }{l}})^{2}t}}